# サーファーズ・パラダイス市街地コース
座標: 南緯27度59分18秒 東経153度25分42秒 / 南緯27.98833度 東経153.42833度
サーファーズ・パラダイス市街地コース（英語: Surfers Paradise Street Circuit）はオーストラリア・クイーンズランド州の東南地域にあたるサウス・イースト・クイーンズランド・ゴールドコーストの公道コース。
サーフスポットとして知られる海岸線沿いのリゾートタウンの公道を利用した4.47キロメートルのコースには、数個の速いセクションと4つのシケインがある。
また過去に1954年フォーミュラ1（非選手権）におけるオーストラリアグランプリ（コース名：サウスポート市街地コース）に使用され、他にはサーファーズ・パラダイス・インターナショナル・レースウェイとして1966年から1987年にタスマンシリーズ（Tasman Series）、オーストラリア・ツーリングカー選手権などが行われていた。

## CART/インディカー/チャンプカー

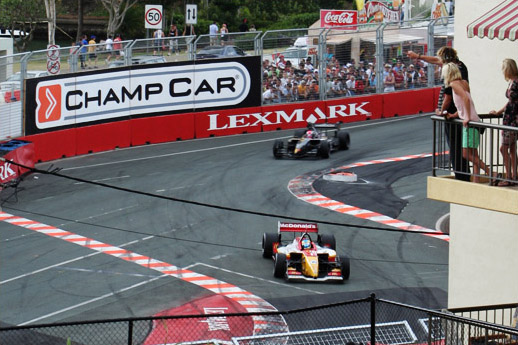
インディ300（2006年）

1991年のCARTから一戦として開催され1997年、インディカー・シリーズとチャンプカーに分裂後はチャンプカーの一戦として開催されていたが2008年2月にインディカー・シリーズとチャンプカー・シリーズの合併後、2013年までの契約があったが2008年はNikon Indy 300としてノン・チャンピオンシップで開催された。しかし2009年のインディカー・シリーズのレースカレンダーに入ることはなく18年連続で開催されてきた歴史に幕を閉じた。

## A1グランプリ
2008年11月11日にクイーンズランド政府はインディカー・シリーズの替わりにA1グランプリと5年間の契約を交わし最初のレースは2009年10月22日から25日の週末に行われる予定であった。またインディー名はインディアナポリス・モーター・スピードウェイの商標であるために名前を変え引き続きニコンがタイトルスポンサーとなりNikon SuperGPと呼ばれていた。
しかし、A1グランプリがSuperGPの開催日時までにマシンを用意できないとしてV8スーパーカーのみ開催されA1グランプリは開催されなかった。

## V8スーパーカー
2002年以来、本格的にV8スーパーカー選手権として使用されている。それ以前のオーストラリア・ツーリングカー選手権は数年間、非選手権として行われていた。
レース1、2、3に分け各レースとも27ラップ、121キロメートルで争われる。
2009年はA1グランプリの穴埋めとして土曜日に150キロメートルを2レース、日曜日に150キロメートルを2レースの計4レースで争われた。
| 年   | シリーズ名                     | 優勝者                         | 車                                             | チーム名                                              |
| ---- | ------------------------------ | ------------------------------ | ---------------------------------------------- | ----------------------------------------------------- |
| 1994 | オーストラリア・ツーリングカー | John Bowe                      | フォード・ファルコン EB                        | Dick Johnson Racing                                   |
| 1996 | オーストラリア・ツーリングカー | John Bowe                      | フォード・ファルコン EF                        | Dick Johnson Racing                                   |
| 1997 | オーストラリア・ツーリングカー | Russell Ingall                 | ホールデン・VSコモドア                         | Perkins Engineering (Castrol Perkins Racing)          |
| 1998 | オーストラリア・ツーリングカー | Mark Larkham                   | フォード・ファルコン EL                        | Stone Brothers Racing                                 |
| 1999 | V8スーパーカー                 | Paul Radisich                  | フォード・ファルコン EL                        | Dick Johnson Racing                                   |
| 2000 | V8スーパーカー                 | Paul Radisich                  | フォード・ファルコン AU                        | Dick Johnson Racing                                   |
| 2001 | V8スーパーカー                 | Garth Tander                   | ホールデン・VXコモドア                         | Garry Rogers Motorsport                               |
| 2002 | V8スーパーカー                 | Jason Bargwanna                | ホールデン・VXコモドア                         | Garry Rogers Motorsport                               |
| 2003 | V8スーパーカー                 | Russell Ingall                 | フォード・ファルコン BA                        | Stone Brothers Racing                                 |
| 2004 | V8スーパーカー                 | Greg Murphy                    | ホールデン・VYコモドア                         | HSV Dealer Team (K-mart Racing)                       |
| 2005 | V8スーパーカー                 | Craig Lowndes                  | フォード・ファルコン BA                        | Triple Eight Race Engineering (Team Betta Electrical) |
| 2006 | V8スーパーカー                 | Todd Kelly                     | ホールデン・VZコモドア                         | Holden Racing Team                                    |
| 2007 | V8スーパーカー                 | Garth Tander                   | ホールデン・VEコモドア                         | HSV Dealer Team                                       |
| 2008 | V8スーパーカー                 | Jamie Whincup                  | フォード・ファルコン BF                        | Triple Eight Race Engineering (Team Vodafone)         |
| 2009 | V8スーパーカー                 | Garth Tander Mark Winterbottom | ホールデン・VEコモドア フォード・ファルコン BF | Holden Racing Team Ford Performance Racing            |